# 조나단 워시
조나단 워시(스웨덴어: Jonathan Walsh, 1989년 1월 14일 ~ )는 스웨덴의 전직 스타크래프트 II 프로게이머이다. LiquidJinro라는 아이디를 사용한다.
대한민국 국적이 아닌 게이머로는 최초로 GSL 4강에 오르는 기염을 토했다. 2012년 프로게이머에서 은퇴하였다.

## 수상경력

#### 스타크래프트 II
2010년
- Major League Gaming Dallas 스타2 우승
- Sony Ericsson STARCRAFT II OPEN Season 3 4강

2011년
- Sony Ericsson STARCRAFT II GSL TOUR Jan Code-S 4강
- 2세대 인텔® 코어™ GSL Mar. Code-S 16강